# Juban
Juban é um município de  quarta classe de renda municipal (d) na província Sorsogon, nas Filipinas. De acordo com o censo de 1 de maio  de  2020 possui uma população de 35 297 pessoas e 7 719 domicílios.